# Ctenus oligochronius
Ctenus oligochronius là một loài nhện trong họ Ctenidae.
Loài này thuộc chi Ctenus. Ctenus oligochronius được miêu tả năm 1912 bởi Arts.